# 무안행복중학교
무안행복중학교(務安幸福中學校)는 대한민국 전라남도 무안군 일로읍 오룡리에 있는 공립 중학교이다.

## 학교 연혁
- 2017년 12월 27일 : 교육부 학교 설립 승인(28학급)
- 2020년 9월 1일 : 개교(5학급 81명)
- 2020년 9월 1일 : 초대 정권율 교장 부임
- 2021년 2월 3일 : 제1회 졸업(졸업생 9명)
- 2021년 3월 2일 : 신입생 233명 입학
- 2025년 1월 8일 : 제5회 졸업(졸업생 170명)
- 2025년 3월 1일 : 제3대 김은경 교장 부임
- 2025년 3월 4일 : 신입생 358명 입학

## 참고 자료
- 무안행복중학교 - 한국교육학술정보원 학교알리미